# Volksbank Montabaur-Höhr-Grenzhausen
Die Volksbank Montabaur-Höhr-Grenzhausen eG war eine deutsche Genossenschaftsbank mit Sitz in Montabaur im Westerwaldkreis (Rheinland-Pfalz). Im Jahre 2017 fusionierte die Bank mit der Westerwald Bank eG Volks- und Raiffeisenbank, die gleichzeitig ihren Sitz nach Montabaur verlegte.

## Geschichte
Die Volksbank Montabaur-Höhr-Grenzhausen eG wurde 1859 gegründet. 

## Rechtsgrundlagen
Rechtsgrundlagen der Bank waren ihre Satzung  und das Genossenschaftsgesetz. Die Organe der Genossenschaftsbank waren der Vorstand, der Aufsichtsrat und die Vertreterversammlung. Die Bank war der Sicherungseinrichtung des Bundesverbandes der Deutschen Volksbanken und Raiffeisenbanken e.V. angeschlossen, die aus dem Garantiefonds und dem Garantieverbund besteht.

## Niederlassungen
Die Bank unterhielt fünf Geschäftsstellen.